# Arte preistorica in Italia

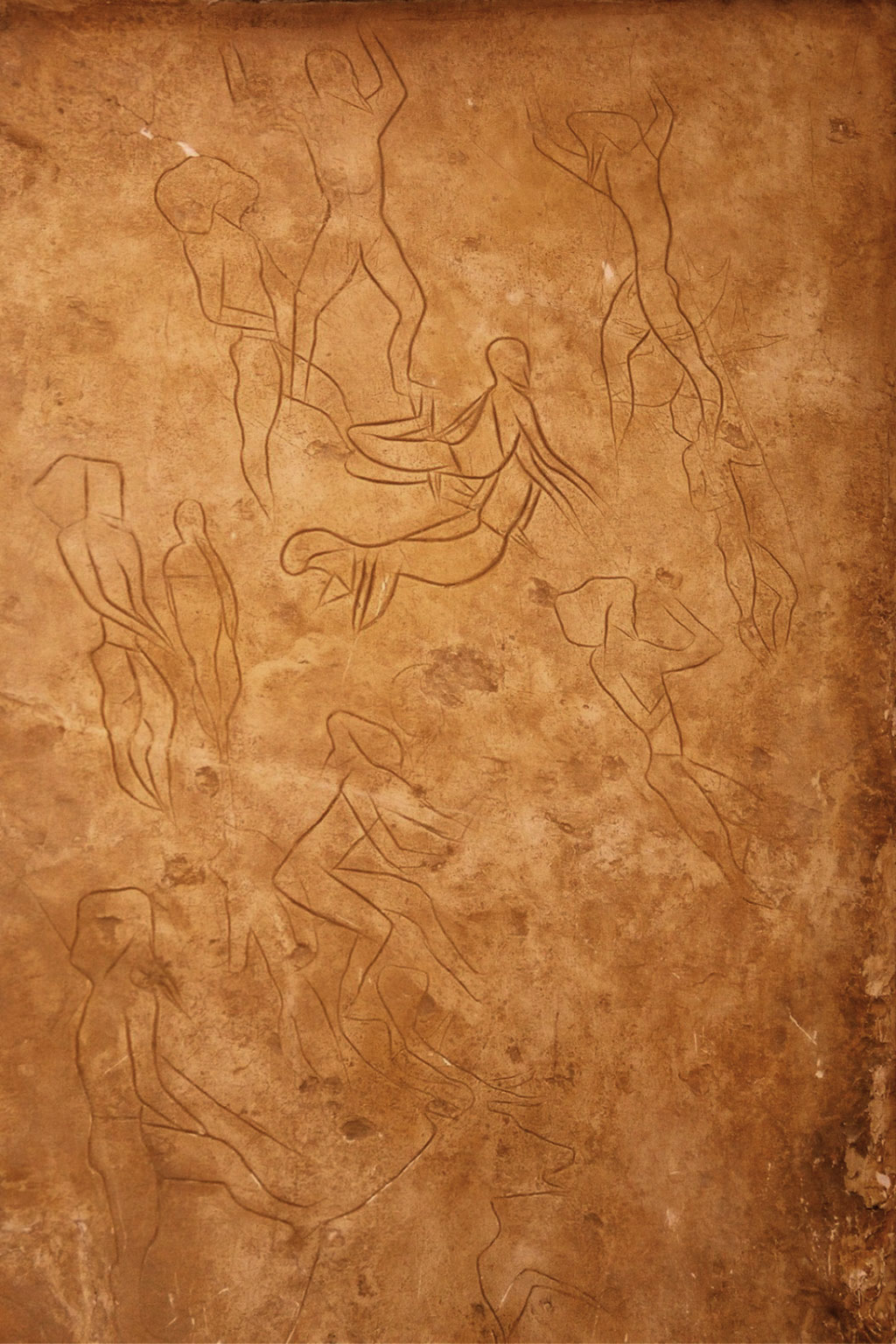
Copia delle incisioni Paleolitiche risalenti a 10000 anni dal presente. Museo archeologico regionale Antonino Salinas a Palermo

L'arte preistorica in Italia comprende tutte quelle manifestazioni culturali e artistiche delle popolazioni che abitarono la penisola italica dall'età del Paleolitico fino all'VIII-VII secolo a.C., a seconda delle aree geografiche. 
La penisola italiana, rispetto alle culture già avviate nelle aree limitrofe, mantenne a lungo un carattere periferico e frammentato in tante civiltà diverse, legate da rapporti di vario genere.
Generalmente si individuano due principali aree culturali: quella della pianura padana, in contatto con l'area nordeuropea e danubiana, e quella della penisola centro-meridionale, gravitante nel Mediterraneo.  

## Epigravettiano
In una delle cavità della Grotte dell'Addaura a Palermo si trova un vasto e ricco complesso d'incisioni, databili ad un periodo compreso fra l'Epigravettiano finale e il Mesolitico, raffiguranti uomini ed animali. In mezzo ad una moltitudine di bovidi, cavalli selvatici e cervi, viene rappresentata una scena dominata dalla presenza di figure umane poste in circolo, come se danzassero (circle dance in inglese). Le incisioni dell'Addaura rappresentano un ciclo figurativo del massimo interesse per l'inconsueta attenzione dedicata alla rappresentazione scenografica dell'ambiente, un caso limite in tutta l'arte paleolitica, per il realismo e dinamismo della scena.

## Neolitico
Risalgono a quest'epoca le prime incisioni rupestri della Val Camonica, che nel corso dei secoli sarebbero arrivate a contare oltre centoquarantamila petroglifi.

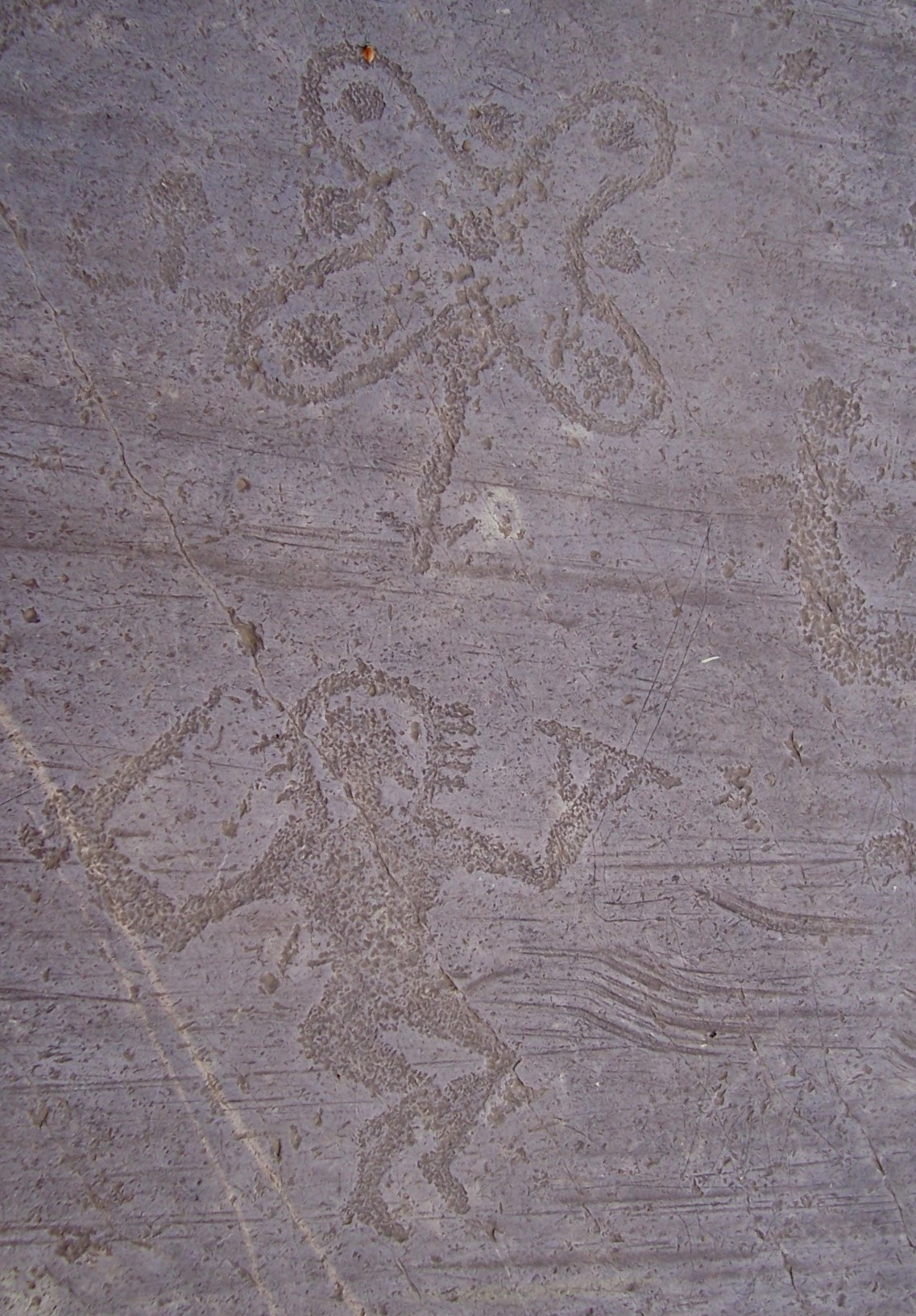
Incisione rupestre con rosa camuna in località Foppe di Nadro
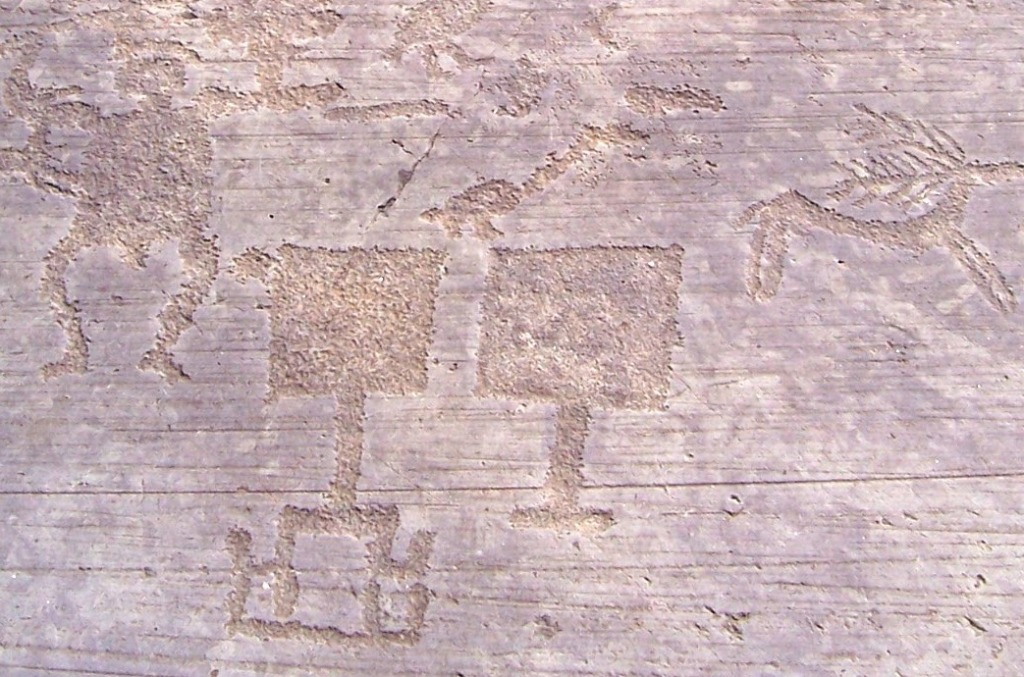
Incisione rupestre presso il Parco nazionale delle incisioni rupestri di Naquane a Capo di Ponte
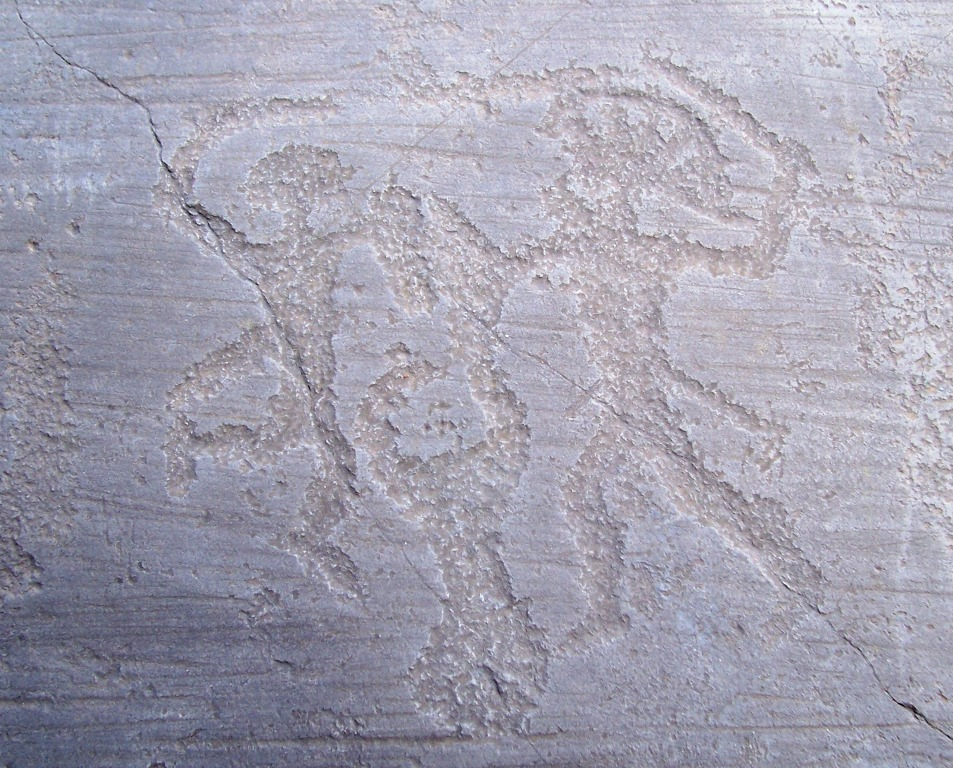
Incisione rupestre di duello presso la Riserva naturale incisioni rupestri di Ceto, Cimbergo e Paspardo

Con il termine neolitico, che etimologicamente non ha un grande significato, poiché coniato in epoca ottocentesca secondo criteri puramente tecnologici di composizione e taglio dei manufatti litici, si suole indicare per convenzione un periodo della preistoria databile all'incirca tra il X e il VI millennio da oggi. In Italia l'inizio della neolitizzazione viene comunemente fissato dagli studiosi alla fine del VII millennio e la sua conclusione al III con l'avvento dell'età del rame, cui seguiranno quelle degli altri metalli. Prima della scoperta della scrittura avvenuta in Mesopotamia (attuale Iraq) ad opera dei Sumeri, una delle prime forme espressive di comunicazione dell'uomo arcaico (homo sapiens), oltre al linguaggio, è stata il graffito su pietra. In verità gli studiosi non sono concordi nell'attribuire questa priorità ai semplici graffiti su roccia o alle pitture parietali realizzate nelle grotte. Merita perciò un cenno quella forma di espressione extralinguistica rappresentata dall'arte pittorica parietale in Italia meridionale il cui più importante esempio è costituito da migliaia di pittogrammi figurativi e simbolico-astratti, in ocra rossa e guano subfossile di pipistrello, presenti in una Grotta ipogea di Porto Badisco nel basso Salento denominata dei Cervi per le molte scene di caccia a cervidi, databili tra i 6.000 e i 5.000 anni addietro.

## Civiltà nuragica

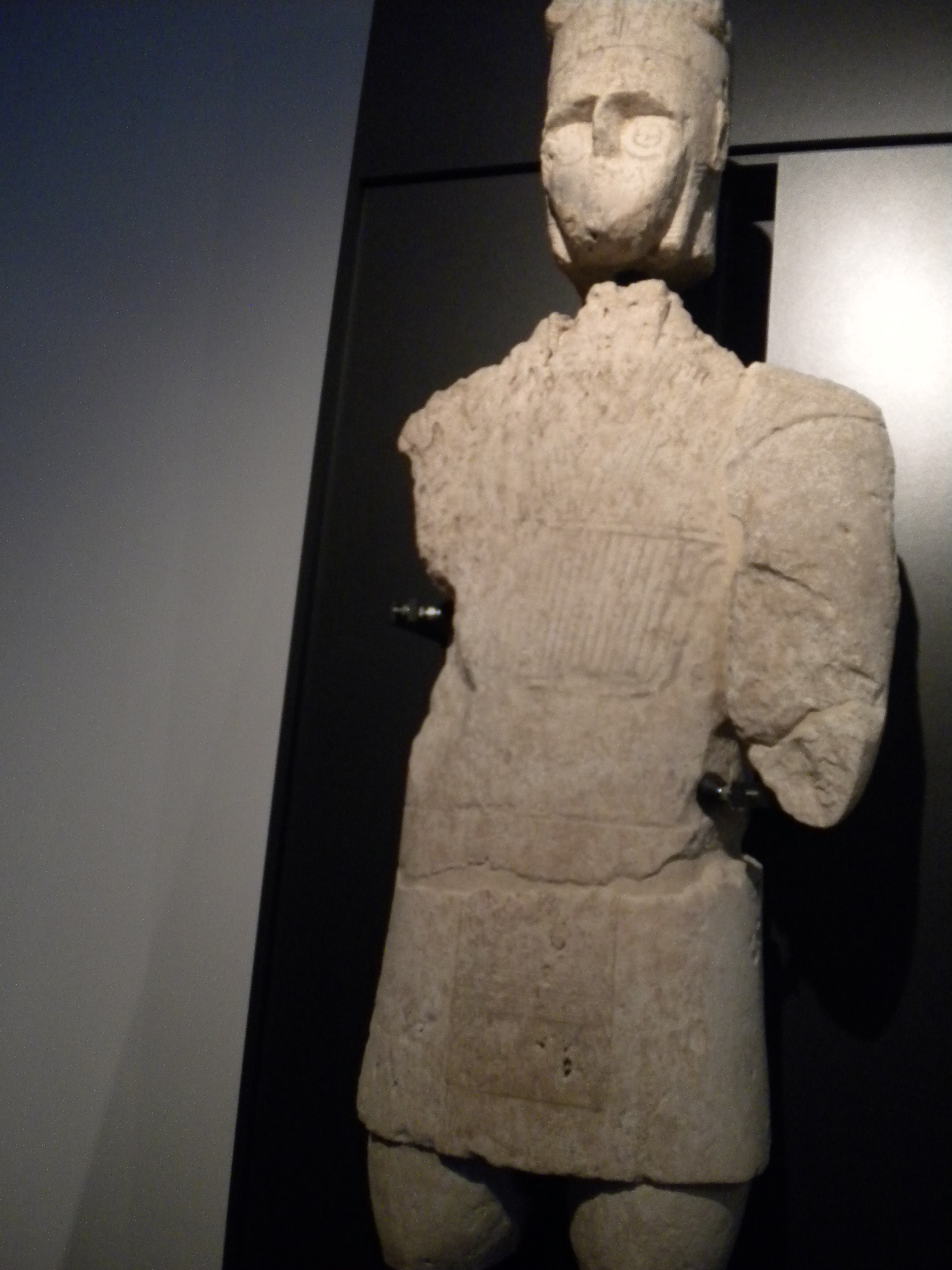
Statua di un guerriero di Monte Prama, IX secolo a.c

Civiltà originale che si è sviluppata in Sardegna. L'arte Nuragica si espresse in migliaia di bronzetti ottenuti con la tecnica della cera persa e grandi statue in pietra. I bronzetti, la cui produzione ebbe inizio intorno al dodicesimo secolo a.c e perdurò sino almeno all'ottavo rappresentano svariati soggetti, inclusi: spadaccini, arcieri, capi, sacerdotesse, offerenti, lottatori, musici, artigiani, guerrieri semi divini, animali, edifici, attrezzi come carri e panche. Una delle categorie più ricche è quella delle navicelle in bronzo, che rappresentano sia grandi vascelli che piccole imbarcazioni, le navicelle erano munite di una protome che poteva essere cervina, bovina e di altri animali. La maggior parte dei bronzetti fu rinvenuta in Sardegna nei santuari nuragici o fuori contesto, e in pochi casi in sepolture, un numero cospicuo di bronzetti Nuragici fu rinvenuto anche in Italia peninsulare, soprattutto nella regione Tirrenica, spesso all'interno di tombe di epoca villanoviana come quella soprannominata come tomba dei bronzetti Sardi a Vulci.
I bronzetti forniscono un'importante testimonianza dell'abbigliamento e degli oggetti in un uso in Sardegna tra bronzo finale e primo ferro. I Nuragici utilizzavano copricapi di diverso tipo e spesso tenevano i capelli raccolti in lunghe trecce. I capi delle comunità indossavano un mantello e portavano con sé uno scettro-bastone, gli arcieri utilizzavano sia armature leggere che pesanti borchiate in bronzo, i guerrieri spesso utilizzavano elmi cornuti e scudi circolari con umbone. I musici conoscevano la lira, il corno e degli strumenti a canne che potrebbero essere identificati come Launeddas. Alle divinità si offrivano pani di vari tipi sia lunghi che a ciambella.
Le statue antropomorfe in pietra Nuragiche per ora sono state rinvenute solo a Mont'e Prama, anche se dei ritrovamenti di elementi scultorei a San Sperate, in un insediamento Nuragico, hanno fatto pensare alla presenza di simili statue in altri siti Sardi. Le statue sono datate all'incirca al nono secolo a.c. La loro altezza si aggira per lo più attorno ai 2-2,5 metri, sono scolpite in arenaria e rappresentano arcieri, pugilatori, guerrieri e figure con un grande scudo avvolgente, ricordano infatti per molti versi le piccole statuette in bronzo nell'aspetto. Per realizzare alcuni dettagli dell''armatura e delle decorazioni è stato ipotizzato l'uso della gradina e forse anche del trapano. Insieme alle statue sono stati rinvenuti numerosi modelli in pietra di Nuraghe, altri simili modelli in pietra erano già noti in contesti dell'undicesimo secolo a.c in altri siti Sardi.

## Cultura villanoviana

Urna da Tarquinia con copertura ceramica a elmo, IX secolo a.C., Museo archeologico nazionale di Firenze

All'inizio dell'età del ferro è attestata la cultura villanoviana' (X secolo a.C. - VIII secolo a.C.), una facies le cui origini vanno ricercate nella cultura protovillanoviana, e rappresenta la fase più antica della civiltà etrusca. dal nome della località Villanova presso Bologna, dove furono scavati i primi cospicui ritrovamenti.
L'area interessata da questa civiltà è molto vasta e va dell'Emilia-Romagna, alla Toscana, a Fermo nelle Marche e al Lazio settentrionale, mentre la sua diffusione in area campana si ritiene dovuta a una colonizzazione dall'Etruria meridionale.
I vasi cinerari si trovavano spesso in tombe a pozzetto, coperte da lastre di pietra e poste assieme a vari oggetti di uso comune. 

Elmo bronzeo crestato da Veio, inizi VIII secolo a.C., Museo nazionale di Villa Giulia, Roma

La decorazione dei vasi seguiva semplici motivi geometrici e lineari impressi. Avevano la forma di due tronchi di cono ("biconici") con una ciotola rovesciata o un elmo bronzeo come coperchio. Le differenti coperture indicavano la classe sociale del defunto (agricoltore o guerriero). Per esempio l'urna con elmo da Tarquinia, al Museo archeologico nazionale di Firenze, presenta un elmo in lamina bronzea con un'alta cresta decorata da file sovrapposte di borchie, poste entro decorazioni a puntinatura. Grande abilità dei villanoviani fu infatti la fusione, laminazione e lavorazione a sbalzo dei metalli.

## Vasi figurati
A partire dall'VIII secolo a.C. si trovano anche produzioni di vasi plastici, che negli esemplari migliori hanno forme ibride (askòi) antropomorfe e zoomorfe, come si riscontrano anche in area danubiana.

## Doli e urne a capanna

Urna cineraria a capanna forse da Vulci, VII secolo a.C., Museo nazionale di Villa Giulia, Roma

Vaso a doppia ampolla dalla tomba Calabresi di Cerveteri, bucchero, 650 a.C., Museo gregoriano etrusco

Nel Lazio si ebbe una produzione peculiare dei "doli", contenitori di corredi, e urne funerarie a forma di capanna che riproducono la forma delle abitazioni. Numerosi doli sono stati scavati anche a Roma, come nella necropoli del tempio di Antonino Pio e Faustina.

## Civiltà atestina
Alcune zone mantennero un certo isolamento che causò una produzione di oggetti invariata in lunghi archi temporali, mentre altre zone furono particolarmente ricettive alle influenze esterne. Tra queste ultime ci fu la cosiddetta civiltà atestina (da Este in provincia di Padova), detta anche "delle situle", dal nome degli oggetti tipici della sua produzione.
La situla Benvenuti è uno dei migliori esempi di questa produzione, con ornamenti animali (reali o fantastici), vegetali e geometrici, che dimostrano un'influenza orientale. Vi sono raffigurate anche scene con personaggi, dove si scorgono i primi intenti narrativi, con temi tipicamente locali come scene di commercio, di lotta, di vita rurale e di guerra.
Le situle sono diffuse in un ampio raggio, forse opera di artigiani itineranti con contatti con civiltà orientali più progredite, probabilmente tramite la mediazione dell'Etruria o delle colonie adriatiche della Magna Grecia o della penisola balcanica.

## Influssi orientali, il periodo orientalizzante
Le civiltà italiche, al contatto con le più progredite culture del Mediterraneo orientale (tra VIII e VII secolo a.C.), svilupparono fenomeni di adeguamento e una maggiore libertà espressiva. Vengono creati così oggetti più colti e raffinati, con più attenzione agli elementi naturalistici e alla ricerca formale (come i vasi a doppia ampolla di Cerveteri).